# Histoires d'une nation
Histoires d'une nation est une série documentaire réalisée en 2018 par Yann Coquart, sur un texte de Françoise Davisse et Carl Aderhold.

## Description

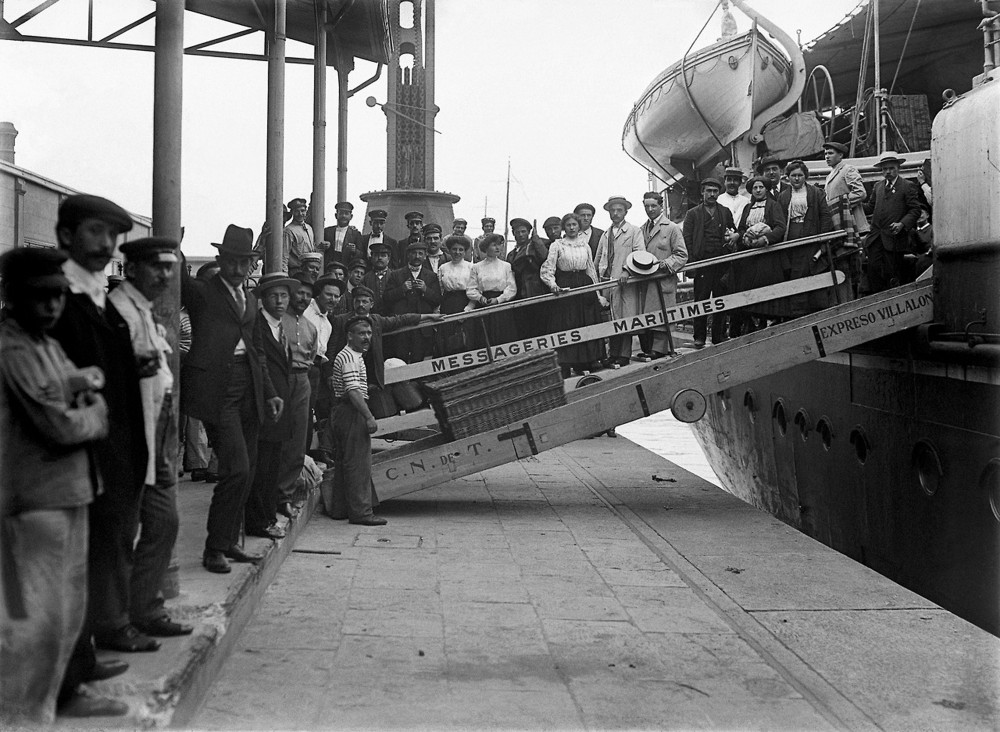
Immigrants

En quatre épisodes de 55 minutes, cette série parle de l'immigration vers la France métropolitaine, de 1870 à 2005, et l'apport de chacune des « quatre vagues » qu'elle distingue.

## Épisodes
1. 1870-1927, Le pays où l'on arrive
2. 1927-1954. Des héros dans la tourmente
3. 1954-1973. La gloire de nos pères
4. 1974-2005. Générations

## Crédits
- Réalisateur : Yann Coquart
- Auteurs : Françoise Davisse, Carl Aderhold
- Image : Alberto Marquardt
- Montage : Françoise Tubaut
- Musique originale : Amine Bouhafa
- Voix : Roschdy Zem
- Production/diffusion : Point du Jour, France 2
- Participation : Fonds Images de la diversité – Commissariat général à l'Égalité des territoires